# We're Not Gonna Take It!
We're Not Gonna Take It! è una raccolta pubblicata nel 1999 dal gruppo heavy metal statunitense Twisted Sister per l'etichetta BMG Records.

## Tracce
Testi e musiche di Dee Snider, tranne dove indicato.
1. The Kids Are Back – 2:52
2. You Can't Stop Rock & Roll – 4:05
3. Destroyer – 4:09
4. We're Not Gonna Take It – 3:17
5. Stay Hungry – 2:52
6. Under the Blade – 4:23
7. We're Gonna Make It – 3:50
8. Jailhouse Rock – 3:17 (Leiber, Stoller) – Elvis Presley Cover
9. What You Don't Know (Sure Can Hurt You) – 4:37
10. I Wanna Rock – 8:22